# Monagato
El Monagato, también conocido como Oligarquía Liberal o dictadura de los hermanos Monagas, fue un periodo histórico de Venezuela que inicia el 1 de marzo de 1847 con la asunción de José Tadeo Monagas como presidente de Venezuela tras triunfar en las elecciones presidenciales de Venezuela de 1846 y finaliza el 15 de marzo de 1858 con el triunfo de la Revolución de Marzo. Este periodo se caracterizó por el nepotismo, el autoritarismo y la corrupción.

## Antecedentes
Tras la muerte de Rafael Urdaneta, José Antonio Páez decide apoyar a su antiguo rival José Tadeo Monagas para las elecciones presidenciales de 1846 representando al Partido Conservador. La Insurrección campesina de Venezuela de 1846 liderada por Ezequiel Zamora y el Indio Rangel, provocó el arresto e inhabilitación de Antonio Leocadio Guzmán, principal candidato del Partido Liberal. Monagas triunfa en las elecciones y asume la presidencia el 1 de marzo de 1847.

## Primer gobierno de José Tadeo Monagas
El primer acto del gobierno de José Tadeo Monagas fue nombrar a José Antonio Páez como Jefe de operaciones contra los rebeldes. El Indio Rangel continuó los ataques al gobierno derrotando a Julián Castro Contreras en Los Leones. Juan Bautista Rodríguez logra derrotar a Rangel, quien emprende la retirada y pronto es asesinado en una emboscada. El 26 de marzo Ezequiel Zamora es hecho prisionero y condenado a muerte, sin embargo el 5 de noviembre José Tadeo Monagas le conmutó la pena de muerte por 10 años de prisión, pero durante un traslado Zamora se escapa de las autoridades y se esconde en El Hatillo.
Figuran en el gobierno figuras conservadoras como José María Carreño, Andrés Narvarte, José María Vargas y Ángel Quintero. Sin embargo el gran número de indultos, amnistías y salvoconductos otorgados a sus enemigos políticos del Partido Conservador como Pedro Vicente Aguado, cuyo episodio más controversial fue la conmutación de pena de muerte por exilio perpetuo a Antonio Leocadio Guzmán, provocaron una crisis interna en el gobierno, donde casi todos los ministros conservadores renunciaron, a excepción de José María Carreño, aunque renunciaría poco después.
José Tadeo Monagas pronto empezó a nombrar a amigos personales y a miembros del Partido Liberal en importantes cargos del gobierno y el ejército, como Tomás José Sanabria y Meleán que fue nombrado ministro de interior y José Félix Blanco como secretario de Estado, aunque sería rápidamente reemplazado por Fermín Toro. Todo esto provocó la oposición del Partido Conservador y José Antonio Páez empezó a considerar a Monagas como un traidor.
Monagas tomó ciertas medidas destinadas a defender su gobierno pasando a retiro a oficiales del ejército activo y desarmando a las milicias conservadoras, mientras armaba milicias liberales progubernamentales, careciendo muchos de ellos de sus requisitos legales. El 12 de mayo de 1847 se disuelve la Guardia Nacional de Policía. Destituye al general José María Zamora, comandante de Armas de Caracas y es reemplazado por Santiago Mariño. José Antonio Páez le propuso a Monagas reunirse para calmar los ánimos, pero este último no asistió.

### Asalto al Congreso
Tras la aplicación de una serie de medidas consideradas por sus adversarios como arbitrarias, El Partido conservador quien dominaba el Congreso decide enjuiciar al presidente José Tadeo Monagas. Sin embargo trifulcas liberales interrumpen en el Congreso ocasionando un enfrentamiento que dejó 3 diputados muertos, Santos Michelena fue herido de gravedad y murió poco después, además de 4 milicianos muertos y un sastre partícipe de la trifulca. Estos hechos determinaron la aclamación de José Tadeo Monagas quien logró someter al Congreso e imponer su poder personal.
El nuevo Congreso dócil al poder ejecutivo le otorga facultades extraordinarias al presidente. El 27 de enero se dio una amnistía general a todos los caudillos liberales que habían sido condenados por el gobierno conservador, incluyendo a Ezequiel Zamora. Antonio Leocadio Guzmán fue hecho Ministro de Interior y Justicia y después en vicepresidente, y a Ezequiel Zamora lo nombra comandante del ejército. Se corría la voz del pronunciamiento, desconociéndose al Gobierno en las provincias de Margarita, Cumaná, Guayana, Apure, Maracaibo, Coro, Trujillo y Mérida. Inmediatamente el presidente autorizó a los gobernadores de todas las provincias para que gestionaran por sí mismos empréstitos hasta por la suma de 30.000 pesos para mantener su lealtad. El 30 de enero se decreta el servicio militar obligatorio y son nombrados Santiago Mariño y José Gregorio Monagas jefe y segundo jefe del ejército respectivamente.

### Guerra civil de 1848

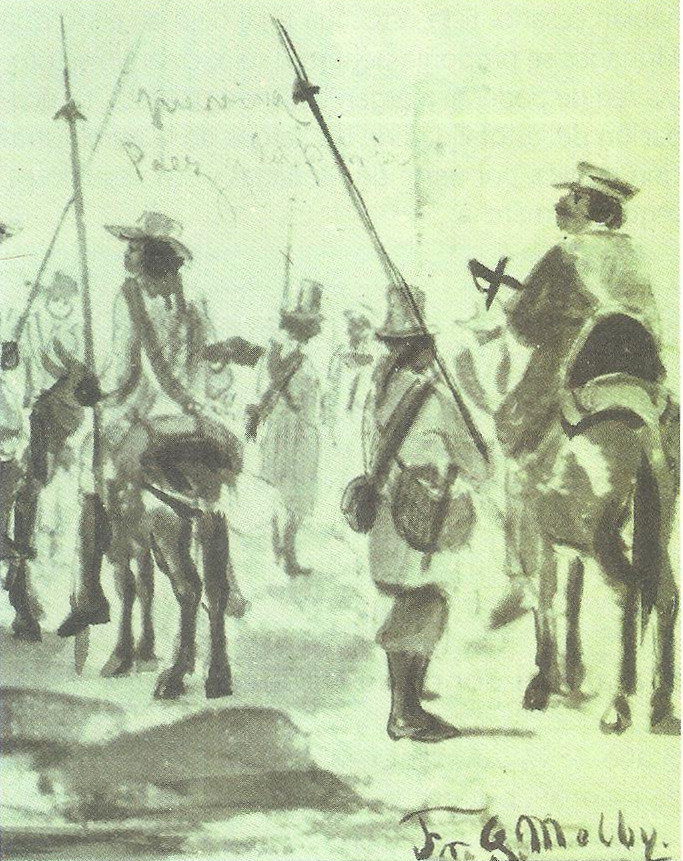
Guardia presidencial de José Tadeo Monagas.

José Antonio Páez se alza en armas el 1 de febrero de 1848 en Calabozo, con el fin de restaurar la institucionalidad. El general José Cornelio Muñoz derrota a Páez el la Batalla de Los Araguatos por lo que este último se exilia a Curazao. Los alzados son periódicamente derrotados, José María Zamora se acoge a un indulto presidencial, mientras Judas Tadeo Piñango es asesinado. Ezequiel Zamora combate al José Escolástico Andrade y después apoya a Carlo Castelli en el sitio de Maracaibo junto a Justo Briceño Otálora y José María García quienes derrotan a los rebeldes.
El 21 de junio de 1848 un grupo comandado por Lorenzo Belisario ataca la guardia presidencial en la casa de José Tadeo Monagas, en la contienda resultó herido Belisario al pisarlo su propio caballo, lo que hizo creer a sus compañeros que había muerto, por lo cual huyeron en retirada. Juan Antonio Sotillo derrota a Felipe Macero  y posteriormente a los hermanos Lorenzo Belisario y Nicasio Belisario en el paso del Manapire el 17 de julio, Sotillo hace decapitar sus cuerpos y le envía las cabezas al presidente José Tadeo Monagas.
José Antonio Páez quien había regresado al país en 1849 es derrotado en la Batalla de Casupo por lo que es forzado a capitular en Macapo ante el general José Laurencio Silva. Joaquín Herrera encarcela a todos los insurrectos.

### Final de su primer gobierno
El 3 de abril de 1849 se modificó la Ley sobre Conspiradores, aboliendo la pena capital por razones políticas. Antonio Leocadio Guzmán renuncia a la vicepresidencia ese mismo año. También se modificaron la Ley de Libertad de Contratos y la Ley de Espera y Quita, la modificación de esta última fue la más controversial ya que afectaba las inversiones extranjeras en Venezuela. En 1850 llegaron al país buques de la escuadra de las Indias Occidentales británicas, acompañados por una fragata holandesa exigiendo que fueran reparados los daños ocasionados a sus compatriotas por culpa de la ley, bajo la amenaza de bloquear los puertos de La Guaira y Puerto Cabello si no se pagaban dichos agravios. Después de 6 meses de bloqueo convino el gobierno en firmar un convenio donde el Estado se comprometía a asumir la responsabilidad por las deudas.  La desestabilización económica, producto de la grave crisis agropecuaria que atravesaba el país se tradujo en desabastecimiento.
La prolongada situación de escasez y especulación, así como la baja de precios de los productos exportables, sembraron en el territorio un clima de intranquilidad. El malestar social se comenzó a reflejar en la multiplicación de bandas contrabandistas. La incapacidad del gobierno para proteger adecuadamente provincias y derecho a la propiedad privada, así como la falta de confianza en la política vigente, aceleraron el paso de la desintegración social. El gobernador de la provincia de Barinas Napoleón Sebastián Arteaga fue destituido por no aprobar el Tratado de Campo Monagas, fue acusado por conspiración y expatriado. Durante el gobierno de José Tadeo Monagas se restringió la libertad de imprenta, varios periódicos fueron cerrados y la práctica del encarcelamiento como mecanismo de represión se estandarizó.

## Gobierno de José Gregorio Monagas
Para las elecciones presidenciales de Venezuela de 1850 José Tadeo Monagas tenía planeado apoyar a Tomás José Sanabria y Meleán, sin embargo ante la muerte de este, apoya a su hermano José Gregorio Monagas quién gana las elecciones gracias a la influencia de su hermano, su elección significó un caso de descarado nepotismo, este finalmente asume en 1851.
A pesar de que los seguidores del gobierno se dividieron entre "gregorianos" y "tadeístas", tal división no se dio entre los hermanos. Los gregorianos iniciaron en 1851 un proceso contra 2 de los secretarios de Estado de José Tadeo Monagas, acusándolos de corrupción en la adquisición de un buque de guerra, de lo cual fueron adsueltos posteriormente. Entre 1853 y 1854 estalló la Rebelión de Barquisimeto que fue prontamente derrotada. Julián Castro Contreras fue nombrado gobernador de Carabobo debido a sus acciones en contra dicha rebelión. Una epidemia de cólera ocasiono cientos de muertes en 1854.

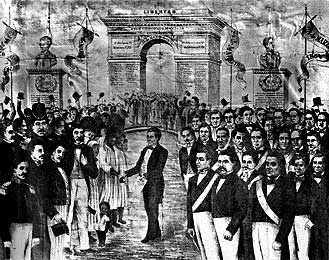
Promulgación de la Ley de abolición de la esclavitud.

Como acto memorable firmó el Ley de abolición de la esclavitud en 1854 liberando a 23.378 personas bajo la situación de esclavitud, Este acto le quitó una bandera de lucha a la oposición. Ese mismo año se creó el primer Código de Minas de Venezuela. La deuda externa se incrementó al igual que la corrupción durante este periodo, el crédito público estaba muy decaído y los sueldos de los funcionarios se pagaban tarde.

## Segundo gobierno de José Tadeo Monagas
En las Elecciones presidenciales de Venezuela de 1854 José Tadeo Monagas obtiene casi la totalidad de los votos, con la excepción de uno a favor de Fermín Toro.  El 26 de enero de 1855 nombra como vicepresidente a Joaquín Herrera y como consejeros de Estado a José Laurencio Silva y a Silvestre Guevara y Lira. Hubo múltiples renuncias en el gabinete como la de Laurencio Silva.
La epidemia de cólera provocó la instalación de juntas de beneficencia y comisiones de salubridad. En 1855 se tendió la primera línea telegráfica de Venezuela. Ese mismo año intento sin éxito crear una confederación Gran Colombina y ocurrió la Expulsión de los judíos de Coro. Con el pretexto de crear un cuarto poder, el municipal, sanciona la Constitución de los Estados Unidos de Venezuela de 1857 que ampliar el periodo presidencial a seis años, permitir la reelección y centraliza totalmente la organización del Estado. El descontento y las conspiraciones contra el gobierno se incrementaron, hasta su hermano José Gregorio Monagas se alejó del gobierno.

## Revolución de Marzo
Una alianza entre conservadores comandados por Manuel Felipe de Tovar, Fermín Toro, Mauricio Berrizbeitia y José Ramón Yepes, y liberales comandados por Wenceslao Urrutia y Nicolás Brito, iniciaron una revolución contra José Tadeo Monagas, liderados por Julián Castro Contreras, quien recluto a Joaquín Herrera. Juan José Flores y Juan Crisóstomo Falcón se negaron a participar, pero tampoco denunciaron la conspiración. Julián Castro tomó el poder y convocó a la Convención Nacional de Valencia, Tadeo y su hermano José Gregorio Monagas buscaron asilo político, terminando con el Monagato.